# Martinho de Portugal
Martinho de Portugal (talvolta italianizzato in Martino del Portogallo o chiamato impropriamente Martino di Braganza; Évora, 1485 – 15 novembre 1547) è stato un arcivescovo cattolico, diplomatico e nobile portoghese. Primo e ultimo arcivescovo di Funchal, resse la più grande provincia ecclesiastica mai creata al mondo per estensione territoriale, la cui sede metropolitana si estendeva sull'arcipelago di Madera e sulla Colonia del Brasile, con suffraganee le diocesi di Angra, São Tomé, Santiago di Capo Verde e Goa.

## Origini
Martinho era figlio illegittimo di Afonso de Portugal, vescovo di Évora, e della sua amante Filipa de Macedo. Suo fratello era Francisco de Portugal, I conte di Vimioso. Era discendente diretto di Giovanni I del Portogallo, suo trisavolo patrilineare.

## Carriera ecclesiastica

### Inizi
La sua origine aristocratica, sebbene macchiata dall'illegittimità, ne favorì molto la carriera, che cominciò con un consistente programma di studi teologici, iniziati a Lisbona e proseguiti a Valladolid e Parigi, al termine dei quali entrò in contatto con importanti figure dell'Umanesimo europeo, tra cui Erasmo da Rotterdam, che conobbe nel 1520.
Nel 1522 Martinho rientrò in Portogallo e, grazie ai suoi legami familiari, fu nominato cancelliere della cattedrale di Évora, all'epoca retta dal padre. Cumulò i benefici di questa carica con quelli derivanti dalle posizioni di priore della parrocchia di Barcelos e di abate commendatario del monastero di San Giorgio di Coimbra.
Dal 1523 al 1524 amministrò la diocesi di Viseu per conto di Alfonso d'Aviz fino all'arrivo del nuovo vescovo João de Chaves.

### Incarichi diplomatici
Nel 1525, re Giovanni III inviò Martinho a Roma come ambasciatore del Regno presso il pontefice. Due anni più tardi, papa Clemente VII lo nominò nunzio apostolico presso la corte portoghese con poteri di legato a latere in tutti territori della corona portoghese.
Martinho fu nuovamente inviato presso la corte pontificia nel 1532, questa volta con l'incarico di aprire i negoziati volti all'istituzione di un ramo portoghese della Santa Inquisizione.

### Arcivescovo di Funchal
Il 10 febbraio 1533, mentre si trovava a Roma, Martinho fu nominato arcivescovo di Funchal, a seguito della concessione del rango di sede metropolitana alla diocesi di Funchal da parte del pontefice, avvenuta il precedente 31 gennaio.
Tuttavia, le bolle che sancivano l'elevazione di Martinho non furono mai emanate, cosa di cui lo stesso Martinho si lamentò nel 1535, poiché la loro assenza metteva in dubbio l'esistenza stessa dell'arcidiocesi di Funchal. Questa mancata emanazione potrebbe essere stata dovuta, da una parte, alla condizione di figlio illegittimo del neo-arcivescovo, e, dall'altra, a qualche impossibilità da parte di re Giovanni III di adempiere agli oneri finanziari cui era tenuto a seguito della creazione della nuova provincia ecclesiastica: all'epoca, infatti, per ottenere l'elevazione della diocesi di Funchal a sede metropolitana, il sovrano aveva l'obbligo di aumentare di 200.000 réis il reddito dell'arcivescovo, raddoppiandolo rispetto alla remunerazione precedentemente corrisposta al vescovo di Funchal e aumentando notevolmente le spese della Corona.
Nonostante questi impedimenti burocratici, Martinho assunse il titolo di Arcivescovo di Funchal, Primate delle Indie e di tutte le nuove terre scoperte e da scoprirsi.

#### Motivazioni della nomina
La creazione dell'arcidiocesi di Funchal fu dettata dalla necessità di trovare un'entità che potesse autorizzare l'istituzione di diverse diocesi d'oltremare e promuovere quindi la decentralizzazione ecclesiastica nei nuovi territori dell'impero senza intaccare la posizione di nessuna delle due sedi metropolitane portoghesi, ossia Braga e Lisbona.
La scelta di Martinho, da parte del pontefice, per occupare questa nuova arcidiocesi fu accettata dal monarca portoghese, che voleva in qualche modo premiarlo per i servizi svolti negli anni per conto della corona e, al contempo, favorirne la predisposizione a continuare ad agire negli interessi reali, specialmente per quanto riguardava l'istituzione dell'Inquisizione portoghese. Tuttavia, più che a soddisfare le richieste e la missione affidatagli dal sovrano, sembra che le azioni di Martinho a Roma fossero principalmente indirizzate a ottenere una legittimazione della propria nascita, cosa che gli avrebbe permesso la promozione a cardinale.

#### Amministrazione dell'arcidiocesi
Per l'intera durata del suo episcopato, Martinho non mise mai piede a Madera, preferendo amministrare la diocesi tramite delegati. Nel 1538 inviò a Funchal il vescovo di Rosman Ambrósio Brandão, accompagnato da due supervisori (Jordão Jorge e Álvaro Dias, “cappellano, familiare e frequente commensale dell'Illustrissimo e Reverendissimo Dom Martinho de Portugal"), con il compito di creare due nuovi canonici, quattro nuovi cappellani e un sacrestano, nonché di migliorare le condizioni di vita degli isolani e del clero locale.
Brandão si trattenne sull'isola solo per la seconda metà del 1538, limitandosi a compiere le ordinazioni previste per poi rientrare in Portogallo. Il resto delle mansioni fu portata a termine dai due supervisori, che rimasero a Madera anche nell'anno successivo. Jorge e Dias visitarono le parrocchie dell'isola e presero provvedimenti a correzione di tutte le difformità liturgiche e dottrinali che incontrarono: i due annotarono come fosse molto diffusa tra i fedeli l'abitudine di cantare, danzare e dormire in chiesa, o come molte coppie vivessero more uxorio poiché il loro matrimonio non era stato celebrato secondo i giusti riti o addirittura non si era mai svolto. I supervisori pretesero che queste pratiche venissero interrotte e minacciarono di scomunica chiunque non si fosse adeguato; si assicurarono inoltre che le campane delle chiese suonassero tre volte al giorno e che gli altari e i paramenti liturgici fossero sempre puliti e in ordine. L'operato dei supervisori non fu ben accolto dal popolo maderano, poiché "portarono avanti la loro missione in tutta l'isola non con lo spirito di benevolenza con cui la diocesi fu creata, ma piuttosto con molto rigore e severità".
Per volontà di Martinho, gli inviati portarono a Funchal diverse reliquie da collocare nell'altare della cattedrale per incrementare il prestigio dell'arcidiocesi.

## Morte
Nel 1547, Martinho fu eletto vescovo di Silves ma la sua elezione non fu mai confermata, poiché morì il 15 novembre dello stesso anno. Dopo la sua morte l'arcidiocesi di Funchal, che aveva ormai svolto la funzione per cui era stata creata, non fu occupata da un altro arcivescovo e fu formalmente soppressa nel 1551, tornando una semplice diocesi.

## Famiglia
Come suo padre, Martinho ebbe una relazione illecita con una donna, Catarina de Sousa, dalla quale ebbe due figli:
- Eliseu de Portugal
- Cecília de Portugal

## Genealogia episcopale e successione apostolica
La genealogia episcopale è:
- Cardinale Girolamo Grimaldi
- Arcivescovo Martinho de Portugal

La successione apostolica è:
- Arcivescovo Giacomo Cocco (1534)
- Vescovo Tommaso Cortesi (1534)
- Vescovo Cristobàl Mazucca, C.R.S.A. (1534)
- Arcivescovo Alfonso Oliva, O.E.S.A. (1535)
- Vescovo François Maronus (1535)
- Vescovo Juan Bautista Campeggio (1541)

## Ascendenza
|                          |                           |                            | Genitori                  |  |  | Nonni |  |  | Bisnonni              |  |  | Trisnonni                 |  |
|                          |                           |                            |                           |  |  |       |  |  | Alfonso I di Braganza |  |  | Giovanni I del Portogallo |  |
|                          |                           |                            |                           |  |  |       |  |  | Alfonso I di Braganza |  |  | Giovanni I del Portogallo |  |
|                          |                           | Inés Pires                 |                           |  |  |       |  |  | Alfonso I di Braganza |  |  |                           |  |
| Alfonso di Braganza      |                           |                            |                           |  |  |       |  |  | Alfonso I di Braganza |  |  |                           |  |
|                          |                           | Beatriz Pereira de Alvim   | Nuno Álvares Pereira      |  |  |       |  |  |                       |  |  |                           |  |
|                          |                           | Beatriz Pereira de Alvim   | Nuno Álvares Pereira      |  |  |       |  |  |                       |  |  |                           |  |
|                          |                           | Beatriz Pereira de Alvim   | Leonor de Alvim           |  |  |       |  |  |                       |  |  |                           |  |
| Afonso de Portugal       |                           | Beatriz Pereira de Alvim   |                           |  |  |       |  |  |                       |  |  |                           |  |
|                          |                           | Martim Afonso de Sousa     | Martim Afonso de Sousa    |  |  |       |  |  |                       |  |  |                           |  |
|                          |                           | Martim Afonso de Sousa     | Martim Afonso de Sousa    |  |  |       |  |  |                       |  |  |                           |  |
|                          |                           | Martim Afonso de Sousa     | Aldonça Rodrigues de Sá   |  |  |       |  |  |                       |  |  |                           |  |
| Brites de Sousa          |                           | Martim Afonso de Sousa     |                           |  |  |       |  |  |                       |  |  |                           |  |
|                          |                           | Violante Lopes de Távora   | Pedro Lourenço de Távora  |  |  |       |  |  |                       |  |  |                           |  |
|                          |                           | Violante Lopes de Távora   | Pedro Lourenço de Távora  |  |  |       |  |  |                       |  |  |                           |  |
|                          |                           | Violante Lopes de Távora   | Brites Anes de Albergaria |  |  |       |  |  |                       |  |  |                           |  |
| Martinho de Portugal     |                           | Violante Lopes de Távora   |                           |  |  |       |  |  |                       |  |  |                           |  |
|                          | Diogo Gonçalves de Macedo | Martim Gonçalves de Macedo |                           |  |  |       |  |  |                       |  |  |                           |  |
|                          | Diogo Gonçalves de Macedo | Martim Gonçalves de Macedo |                           |  |  |       |  |  |                       |  |  |                           |  |
|                          | Diogo Gonçalves de Macedo | Catarina Anes              |                           |  |  |       |  |  |                       |  |  |                           |  |
| João Gonçalves de Macedo | Diogo Gonçalves de Macedo |                            |                           |  |  |       |  |  |                       |  |  |                           |  |
|                          |                           | Maior Fernandes de Sousa   | Fernando Afonso de Sousa  |  |  |       |  |  |                       |  |  |                           |  |
|                          |                           | Maior Fernandes de Sousa   | Fernando Afonso de Sousa  |  |  |       |  |  |                       |  |  |                           |  |
|                          |                           | Maior Fernandes de Sousa   | …                         |  |  |       |  |  |                       |  |  |                           |  |
| Filipa de Macedo         |                           | Maior Fernandes de Sousa   |                           |  |  |       |  |  |                       |  |  |                           |  |
|                          |                           | Gonçalo Martins Rebelo     | Rui Vasques Rebelo        |  |  |       |  |  |                       |  |  |                           |  |
|                          |                           | Gonçalo Martins Rebelo     | Rui Vasques Rebelo        |  |  |       |  |  |                       |  |  |                           |  |
|                          |                           | Gonçalo Martins Rebelo     | …                         |  |  |       |  |  |                       |  |  |                           |  |
| Isabel Gomes Rebelo      |                           | Gonçalo Martins Rebelo     |                           |  |  |       |  |  |                       |  |  |                           |  |
|                          |                           | Maria Afonso do Amaral     | João Lourenço do Amaral   |  |  |       |  |  |                       |  |  |                           |  |
|                          |                           | Maria Afonso do Amaral     | João Lourenço do Amaral   |  |  |       |  |  |                       |  |  |                           |  |
|                          |                           | Maria Afonso do Amaral     | Aldonça Vasques           |  |  |       |  |  |                       |  |  |                           |  |
|                          |                           | Maria Afonso do Amaral     |                           |  |  |       |  |  |                       |  |  |                           |  |